# Motorway M40
La motorway M40 è un'autostrada del Regno Unito che collega Londra a Solihull. L'autostrada è lunga 143,2 km.

## Percorso
|      |                                                                                           | |        |                |  |
| Tipo | Direzione                                                                                 | Direzione | Uscita | Strada europea |  |
|      | Londra                                                                                    | Solihull |        |                |  |
|      | Slough (A412), Uxbridge (A4020)                                                           | Amersham, Denham A40, Slough (A412)                                                                                     | 1      |                |  |
|      | (M1, M11) Heathrow Airport M25 (N) - (M4, M3) Watford M25 (S)                             | (M1, M11) Heathrow Airport M25 (N) - (M4, M3) Watford M25 (S)                                                           | 1A     |                |  |
|      | Beaconsfield, Amersham, Slough A355, Area di servizio "Beaconsfield"                      | Beaconsfield, Amersham, Slough A355, Area di servizio "Beaconsfield"                                                    | 2      |                |  |
|      |                                                                                           | High Wycombe (E) A40 | 3      |                |  |
|      | High Wycombe, Marlow, Maidenhead (M4) A404                                                | High Wycombe, Marlow (M4) A404                                                                                          | 4      |                |  |
|      | Stockenchurch, West Wycombe A40                                                           | Stockenchurch A40 | 5      |                |  |
|      | Watlington, P. Risborough B4009                                                           | Thame, Watlington, P. Risborough B4009                                                                                  | 6      |                |  |
|      |                                                                                           | Thame, Wallingford A329                                                                                                 | 7      |                |  |
|      |                                                                                           | Oxford, Cheltenham A40                                                                                                  | 8      |                |  |
|      | Thame, Aylesbury A418, Oxford (A40), area di servizio "Oxford                             | Aylesbury A418, Oxford (A40), area di servizio "Oxford"                                                                 | 8A     |                |  |
|      | Bicester, Aylesbury A41, Oxford, Newbury A34                                              | Oxford, Newbury A34, Bicester A41                                                                                       | 9      |                |  |
|      | Northampton, Milton Keynes A43, Middleton Stoney B430, area di servizio "Cherwell Valley" | Northampton A43, Middleton Stoney B430, area di servizio "Cherwell Valley"                                              | 10     |                |  |
|      | Banbury A422 (A361)                                                                       | Banbury A422 (A361) | 11     |                |  |
|      | Gaydon B4451                                                                              | Gaydon B4451 | 12     |                |  |
|      | Area di servizio "Warwick"                                                                | |        |                |  |
|      |                                                                                           | Leamington, Warwick A452                                                                                                | 13     |                |  |
|      | Leamington A452                                                                           | | 14     |                |  |
|      | Warwick A429, Stratford, Coventry A46                                                     | Warwick A429, Stratford, Coventry A46                                                                                   | 15     |                |  |
|      | Henley A3400                                                                              | | 16     |                |  |
|      |                                                                                           | The NORTH (M1, M6), Birmingham (E, N & C), Solihull M42 (N) - The SOUTH WEST (M5), Birmingham (S & W), Redditch M42 (W) | 3A     |                |  |